# Siphonops
Siphonops é um género de anfíbio da família Siphonopidae. Pode ser encontrado na América do Sul, a leste dos Andes.

## Espécies
As seguintes espécies são reconhecidas:
- Siphonops annulatus (Mikan, 1820)
- Siphonops hardyi Boulenger, 1888
- Siphonops insulanus Ihering, 1911
- Siphonops leucoderus Taylor, 1968
- Siphonops paulensis Boettger, 1892